# Hexatoma australiensis
Hexatoma australiensis là một loài ruồi trong họ Limoniidae. Chúng phân bố ở miền Australasia.